# یوتربوگ
شهر یوتربورگدر ایالت برندنبورگ در کشور آلمان واقع شده‌است.